# Nagy László (ügyvéd, 1896)
Nagy László, Nagy László Miklós (Budapest, 1896. július 15. – ?) magyar ügyvéd, országgyűlési képviselő, törvényhatósági bizottsági tag.

## Családja
Lukács József Antal Sándor és Szabó Ilona római katolikus szülők gyermekeként született. Özv. Téglássy Miklósné Nagy Lujza örökbefogadta. 1925. december 5-én Budapesten házasságot kötött Biró Erzsébet Mária Juliannával (Budapest, 1890. április 11. – Székesfehérvár, 1940. augusztus 9.). Feleségét a Kerepesi úti temetőben helyezték nyugalomra 1940 augusztus 12-én.

## Élete
Középiskoláit a piaristák váci gimnáziumában végezte, majd a budapesti tudományegyetem jogi karán tanult tovább; ott avatták jogi doktorrá és a fővárosban szerezte meg az ügyvédi oklevelet is.
Politikai működését az 1918-19-es forradalmak után kezdte meg, mint a Keresztény Községi Párt V. kerületi főtitkára. 1932-ben lett tagja a fővárosi törvényhatósági bizottságnak. Elsősorban szociálpolitikai, gyermekvédelmi és üzemi kérdésekkel, illetve az alkalmazottak helyzetét érintő problémákkal foglalkozott. Az ő indítványa nyomán egyesítettek például különböző szétszórt jótékonysági alapítványokat, hogy aztán az így nyert közös vagyonból egy 200 elhagyott gyermek nevelését lehetővé tévő gyermekotthont építhessenek fel az óbudai Szél utcában.
Központi igazgatója volt a Magyar Élet Keresztény Községi Pártjának, és e minőségében egyik fő munkatársa Csilléry András pártelnöknek. Jelentős szerepet töltött be pártja életében éppúgy, mint a székesfőváros törvényhatósági életében. 1939-ben az országos közéletbe is bekapcsolódott, amikor az az évi általános országgyűlési választáson a Magyar Élet Pártja egyik jelöltje lett a párt budapesti II. választókerületi listáján és ugyanott parlamenti mandátumot is szerzett. A Magyar Vívószövetség titkára is volt.